# Paganiniana
Paganiniana, op. 65, est un divertimento pour orchestre composé pendant l'hiver 1941 et 1942 par Alfredo Casella qui repose sur des thèmes de Niccolò Paganini peu connus, mais de haute virtuosité.

## Contexte
L'œuvre a été commandée en janvier 1941 pour honorer le centenaire de l'Orchestre philharmonie de Vienne. Elle est créée à Vienne, lors du Großer Musikvereinsaal, le 14 avril 1942, sous la direction de Karl Böhm.

## Structure
L'œuvre est composée de quatre mouvements distincts : 
1. Allegro agitato
2. Polacchetta (Allegretto moderato)
3. Romanza (Larghetto cantabile, amoroso)
4. Tarantella (Presto molto)

L'œuvre dure environ 19 min.

## Analyse
Le premier mouvement est censé dépeindre « l'esprit satanique » du violoniste et utilise quatre thèmes tirés des Vingt-quatre caprices pour violon (nos 5, 12, 16 et 19).
Le deuxième mouvement, plus mélancolique, est dérivé du dernier mouvement du Quatuor de guitare no 6 en ré mineur, op. 5, pour violon, alto, violoncelle et guitare MS 33 (c. 1815).
Le troisième mouvement s'inspire de la section Larghetto cantabile amoroso de « La primavera », sonate avec variations pour violon et orchestre, MS 73 (c. 1838).
Le finale est tiré de la « Tarentelle en la mineur », pour violon et orchestre, MS 76 (c. 1819-1826), et emprunte également au mouvement final du Quatuor avec guitare no 4 en ré mineur, op. 5/1, MS 31 (c. 1815).

## Discographie
- Orchestra Stabile Accademia di Santa Cecilia, dir. Guido Cantelli (1949, EMI/Testament) (OCLC 30723884)
- Orchestre de Philadelphie, dir. Eugene Ormandy (4 avril 1960, CBS/Sony) (OCLC 1116963837)
- Orchestre philharmonique de Moscou, dir. Kirill Kondrachine (1961, Musiques du XXe siècle 6 CD Dante/Lys / Kirill Kondrachine Edition 13 CD Hänssler PH18046)
- Orchestre du Concertgebouw, dir. Kirill Kondrachine (concert 17 novembre 1979, Philips 438 281-2) (BNF 38232197)
- Orchestra della Scala, dir. Riccardo Muti (1992, Sony Classical) (OCLC 605555641)
- Orchestre de la radio Suisse italienne, dir. Christian Benda (septembre 1995, Naxos 8.553706) (OCLC 811256992) — avec Serenata, op. 46bis et La giara, op. 41bis.
- Orchestra della Toscana, dir. Daniele Rustioni (juillet 2017, Sony) (OCLC 1110744273) — avec Concerto per archi… et Scarlattiana.